# عمو سام

پوستر عمو سام برای تشویق مردم به عضویت در ارتش.معنا متن :{من تو را میخواهم برای ارتش ایالات متحده.نزدیکترین مرکز گزینش (سرباز)}

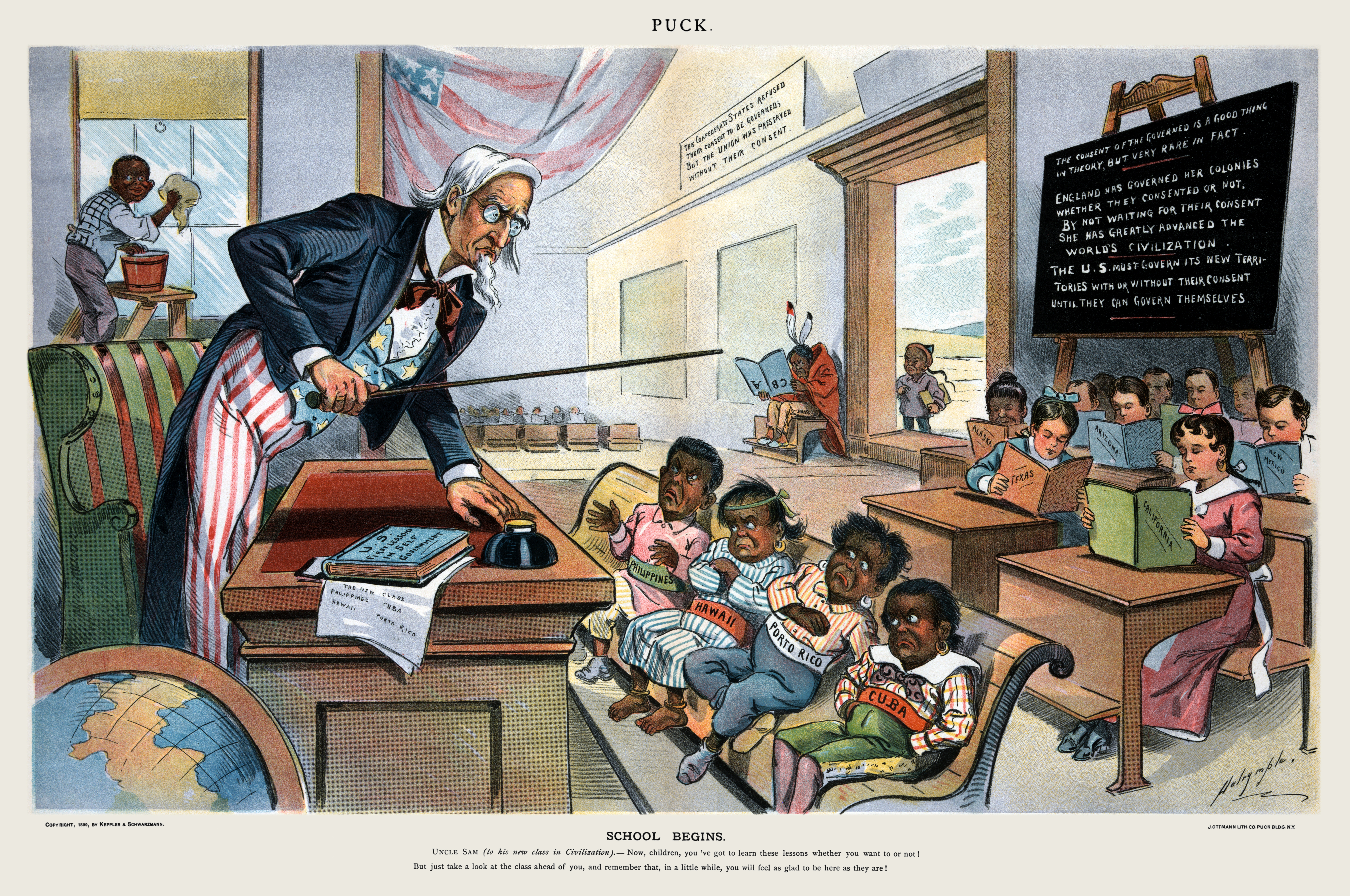
کاریکاتوری انتقادی از امپریالیسم آمریکا که عمو سام، به عنوان نماد شخصیتی و تجسم دولت فدرال ایالات متحده آمریکا را، در حال همگون‌سازی و تربیت‌کردن (و شاید به نوعی ادب‌کردن) نمادین فیلیپین، هاوایی، پورتوریکو و کوبا، به عنوان اعضای وحشت‌زده و تازه‌وارد به کمپِ آمریکا را نشان می‌دهد. در نگاره همچنین از برده‌داری در آمریکا و وضعیت سرخ‌پوستان آمریکا انتقاد شده‌است.

عمو سام (به انگلیسی: Uncle Sam) نماد شخصیتی و تجسم ملیت برای دولت فدرال ایالات متحده آمریکا است.
این نماد از سال ۱۸۱۲ میلادی تاکنون مورد استفاده بوده‌است.

## دلیل نامگذاری
عمو سام وجود حقیقی ندارد. شخصی است خیالی که معرف ایالات متحدهٔ آمریکا است. پیدایش این فکر که ایالات متحدهٔ آمریکا را «عمو سام» بنامند، برمی‌گردد به اوایل تاریخ این کشور. مطابق یک روایت، در طی جنگ ۱۸۱۲، مردی از اهالی شهر تروی، در ایالت نیویورک، چشمش روی یک بستهٔ بزرگ، به این دو حرف افتاد:
«U.S.» البته این دو حرف مخفف United States می‌باشد،  ولی آن شخص از این موضوع آگاه نبود. از مردم پرسید که معنای این دو حرف چیست. اتفاقا در آن ایام مردی بود به نام آقای ویلسن، از اهالی شهر تروی، که همهٔ مردم او را به نام بدون معنی عمو سام می‌نامیدند. دو حرف ابتدایی دو لفظ عمو سام نیز به زبان انگلیسی U و S است.
وقتی که آن مرد پرسید این دو حرف چه معنایی دارد، جواب‌دهنده، برای آنکه او را دست بیندازد، جواب داد که این دو حرف معرف عمو سام است. مردمی که این شوخی را شنیدند، آن را به دیگران نقل کردند و به این ترتیب کم‌کم این فکر که ایالات متحده را عمو سام بنامند در همه جا پراکنده شد.
هر وقت که بخواهند تصویر عمو سام را بکشند مردی بلندقد و لاغراندام را می‌کشند که کتی می‌پوشد بر تن و کلاهی بلند بر سر دارد. لباس او را مانند پرچم آمریکا راه‌راه و پرستاره می‌کشند.

## پیشینه
مشهورترین تصویر عمو سام مربوط به جنگ جهانی اول است که روی آن نوشته شده : «من تو را می‌خواهم» (I WANT YOU) و در واقع پوستری بود که برای جذب نیرو و استخدام در ارتش به کار رفت. این پوستر توسط جیمز مونتگومری فلگ (به انگلیسی: James Montgomery Flagg) در ۱۹۱۷-۱۹۱۶ کشیده شد.